# Nazionale femminile di hockey su prato della Nuova Zelanda
La nazionale di hockey su prato femminile della Nuova Zelanda è la squadra femminile di hockey su prato rappresentativa della Nuova Zelanda ed è posta sotto la giurisdizione della New Zealand Hockey Federation.

## Partecipazioni

### Mondiali
- 1974 – non partecipa
- 1976 – non partecipa
- 1978 – non partecipa
- 1981 – non partecipa
- 1983 – 7º posto
- 1986 – 4º posto
- 1990 – 7º posto
- 1994 – non partecipa
- 1998 – 6º posto
- 2002 – 11º posto
- 2006 – non partecipa
- 2010 – 7º posto
- 2014 – 5º posto
- 2018 – 11º posto

### Olimpiadi
- 1984 - 6º posto
- 1988 - non partecipa
- 1992 - 8º posto
- 1996 - non partecipa
- 2000 - 6º posto
- 2004 - 6º posto
- 2008 - 12º posto
- 2012 – 4º posto
- 2016 – 4º posto

### Champions Trophy
- 1987 - 6º posto
- 1989-1997 - non partecipa
- 1999 - 5º posto
- 2000 - 6º posto
- 2001 - 5º posto
- 2002 - 5º posto
- 2003 - non partecipa
- 2004 - 6º posto
- 2005 - non partecipa
- 2006 - 6º posto
- 2007-2009 - non partecipa

### Coppa d'Oceania
- 1999 - 2º posto
- 2001 - 2º posto
- 2003 - 2º posto
- 2005 - 2º posto
- 2007 - Campione